# René du Bois-Reymond
René du Bois-Reymond (ur. 1863 w Berlinie, zm. 1938) – niemiecki fizjolog, działający w Berlinie. Syn Emila du Bois-Reymonda. Tytuł doktora otrzymał w 1889 roku, następnie był asystentem w Tierärztliche Hochschule. W 1898 habilitował się z fizjologii, od 1895 kierował instytutem fizjologii Uniwersytetu Berlińskiego. W 1907 został profesorem nadzwyczajnym.

## Wybrane prace
- Physiologie des Menschen und der Säugethiere. Berlin 1908
- Specielle Muskelphysiologie oder Bewegungslehre. Berlin, August Hirschwald, 1903
- Remarks on the Toxic Action of Impure Chloroform. British Medical Journal (1892)